# Laura Hidalgo
Laura Hidalgo, cuyo verdadero nombre era Pesea Faerman (Chisináu, Besarabia, Rumania; 1 de mayo de 1927-La Jolla, California, Estados Unidos; 18 de noviembre de 2005) fue una actriz de cine y teatro argentina, nacida en Rumania.
Actuó en 16 películas, dos de ellas rodadas en México, una en España y el resto en Argentina, usualmente personificando en la mayoría de sus personajes a una mujer fatal y de vida tempestuosa —idea originada en la época debido a un físico exuberante que la diferenciaban de otras actrices que fueron sus contemporáneas— que siempre terminaba pagando por sus pecados. Hidalgo formó pareja con los galanes más importantes de aquellos tiempos, como Carlos Thompson, Alberto de Mendoza y Jorge Rivier, entre otros.
En 1951 tuvo su primer papel protagónico en La orquídea, dirigida por Ernesto Arancibia, donde mostró su enorme sugestión y belleza que la convirtieron en una de las más populares figuras del cine local e hizo que la prensa comenzara a llamarla "la Hedy Lamarr del cine argentino" por su parecido con la estrella de Éxtasis.
Hidalgo se destacó en sus actuaciones en Más allá del olvido (1956), de Hugo del Carril, y en Las campanas de Teresa (1957), de Carlos Schlieper. Estuvo casada con el actor radicado en Argentina Narciso Ibáñez Menta y luego con el arquitecto mexicano Manuel Rosen. Su último filme fue estrenado en 1957.

## Primeros años
Llegó a Buenos Aires a corta edad y, atraída por la actuación, estudió en la Escuela de Arte Escénico de la Sociedad Hebraica Argentina con Hedy Crilla junto a David Stivel y Alberto Berco, entre otros. Concurría a los estudios a la búsqueda de trabajo y apareció fugazmente en El extraño caso de la mujer asesinada dirigida por Boris H. Hardy en 1949 -en una mesa con un señor, detrás de la pareja Duval-Rigaud, cuando éstos han decidido ir a una boite- y es posible que también lo hiciera en otros filmes.
En 1949 participó en un concurso de nuevos valores organizado por la revista Antena y fue seleccionada por el productor y protagonista Armando Bó -que le dio el nombre artístico que usaría en toda su carrera- para actuar en el filme Su última pelea.

## Carrera artística

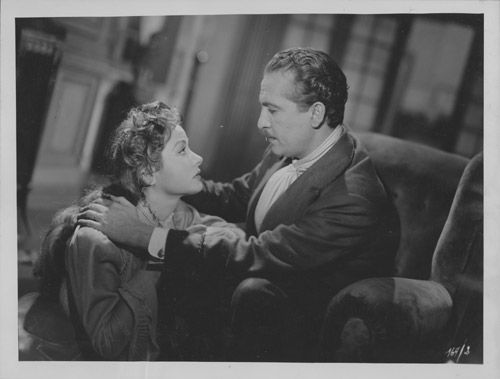
Hidalgo con Hugo del Carril en Más allá del olvido (1956).

Tuvo papeles secundarios en Cinco grandes y una chica, El Morocho del Abasto Juan Mondiola y Derecho viejo, un filme de 1951 de Manuel Romero que el crítico Abel Posadas califica como "desastre sin atenuantes" y le llegó su oportunidad. La empresa Argentina Sono Film había comprado los derechos para filmar La orquídea una obra que era el caballito de batalla de Mecha Ortiz en el teatro y debían hallar a la protagonista pues Zully Moreno estaba ocupada en otros proyectos y no encontraban el tipo físico. Alguien sugirió a Laura Hidalgo de modo que se la llamó y el director Arancibia le hizo unas pruebas con un vestido blanco que conformaron. Pese a que no estaban seguros porque, aunque fotografiara muy bien, no sabía actuar, la contrataron y, previo adelgazamiento y nueva imagen que incluía vestuario de lujo, aunque no mejor dicción, se hizo la filmación.
Ulyses Petit de Murat suavizó el contenido erótico de la obra teatral y la transformó en lo que Posadas llama "folletín prostibulario" en su adaptación al cine. En el filme además de Laura Hidalgo participaron actores de prestigio como Santiago Gómez Cou, Eduardo Cuitiño y Felisa Mary. Cuando Hidalgo apareció en la escena en que viste ese vestido blanco de las pruebas en una fiesta, hubo en los espectadores exclamaciones de sorpresa. Los primeros planos –que hacían lucir sus ojos- hicieron que la cámara y el público masculino la aceptaran con la ayuda de la excelente fotografía de Alberto Etchebehere. Laura Hidalgo "no era una actriz, pero tampoco un montón de carne. Esta mezcla del cerebro necesario –no más, tampoco menos- y de un físico privilegiado, obtuvo un resonante éxito de boletería. Al decir de Mae West, aquí no había duda alguna: se tenía o no. Y esta criatura que surge de entre las fotos de Etchebehere lo poseía, no importa cómo se llame el resultado de ese ingrediente al que aludía West." De inmediato la publicidad de la productora procuró aprovechar la buena acogida que el público había dado a la actriz que, por su parte, comenzaría una tormentosa relación con Narciso Ibáñez Menta.

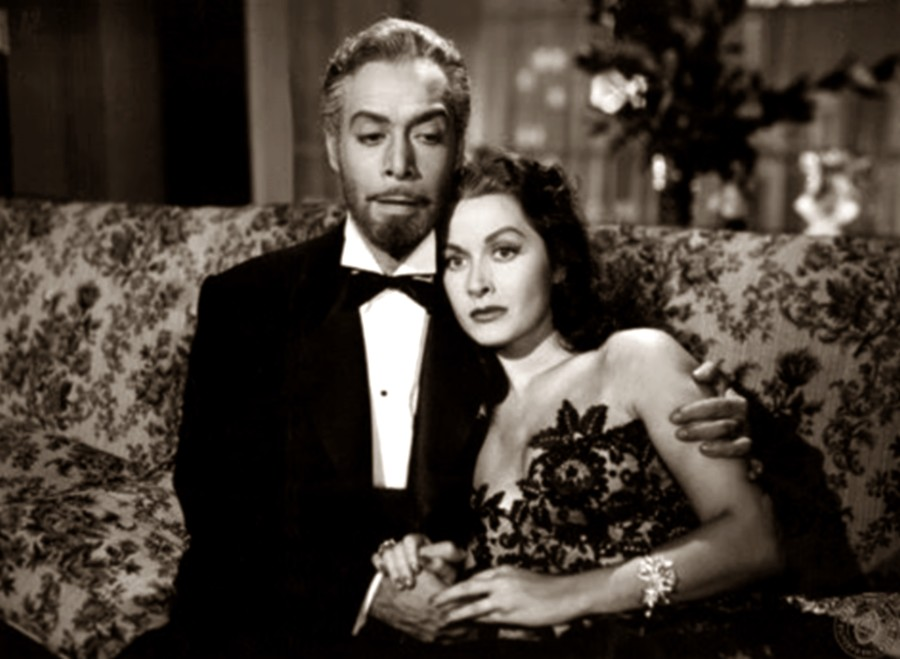
Hidalgo y Narciso Ibáñez Menta en la película La bestia debe morir de Román Viñoly Barreto (1952).

Luego vino El túnel, una película de León Klimovsky a quien la crítica reconoció un gran esfuerzo por hacer algo trascendente y de calidad pero que transmite un clima de falsedad que la hace fracasar en lo dramático. En 1952 Argentina Sono Film decidió insistir con Laura Hidalgo en un proyecto en el cual participaría con Ibáñez Menta, ambos como protagonistas y además productores a través de la empresa "Esmeralda Films" -nombre que correspondía al color de los ojos de Hidalgo-. Se trataba de una adaptación de la novela La bestia debe morir de Nicholas Blake cuya dirección se confió a Román Viñoly Barreto y en la que participaron Guillermo Battaglia como la bestia, casada con una hermana -Josefa Goldar- del personaje de Hidalgo. Milagros de la Vega –en memorable sobreactuación- hace la madre de Battaglia y en otros papeles participan Beba Bidart, Nathán Pinzón y Gloria Ferrandiz.
Señala Posadas que "La secuencia de la borrachera y de la seducción de Hidalgo por parte de Ibáñez Menta no se olvida, ni tampoco la lectura final de la carta y esa carrera que emprenden la mujer y el niño por la playa para descubrir que allá, a lo lejos, el autor de la venganza se ha dispuesto a morir." Laura Hidalgo no había incrementado su nivel interpretativo pero era dócil para aceptar las indicaciones del director o de Ibáñez Menta y si bien se mantenían sus problemas con la voz se esforzaba por aprender.
En teatro trabajó junto a quien en ese momento era su esposo, Narciso Ibáñez Menta, durante tres temporadas con El fabricante de piolín, de Carlos Gorostiza; La muerte de un viajante, de Arthur Miller y F.B., de Enrique Suárez de Deza.
Hidalgo viajó en 1952 a España para filmar El tren expreso dirigida por León Klimovsky con un papel subordinado al de Jorge Mistral. En esa película dio un anticipo de lo que sería luego su interpretación del personaje de Blanca en Más allá del olvido. De acuerdo con Olga Zubarry, cuando Hidalgo llegó de España con Ibáñez Menta cada uno se fue por su lado al bajar del avión: al parecer los moderados desnudos de la actriz en aquella película más una hipotética relación con Mistral lo habían enojado. Al año siguiente filmó en México Las tres perfectas casadas dirigida por Roberto Gavaldón según la obra de Alejandro Casona junto a Arturo de Córdova y Miroslava Stern, en el rol de una insoportable y falsa hipocondríaca que le significó ser candidata al Premio Ariel en la categoría de mejor actriz en 1954.

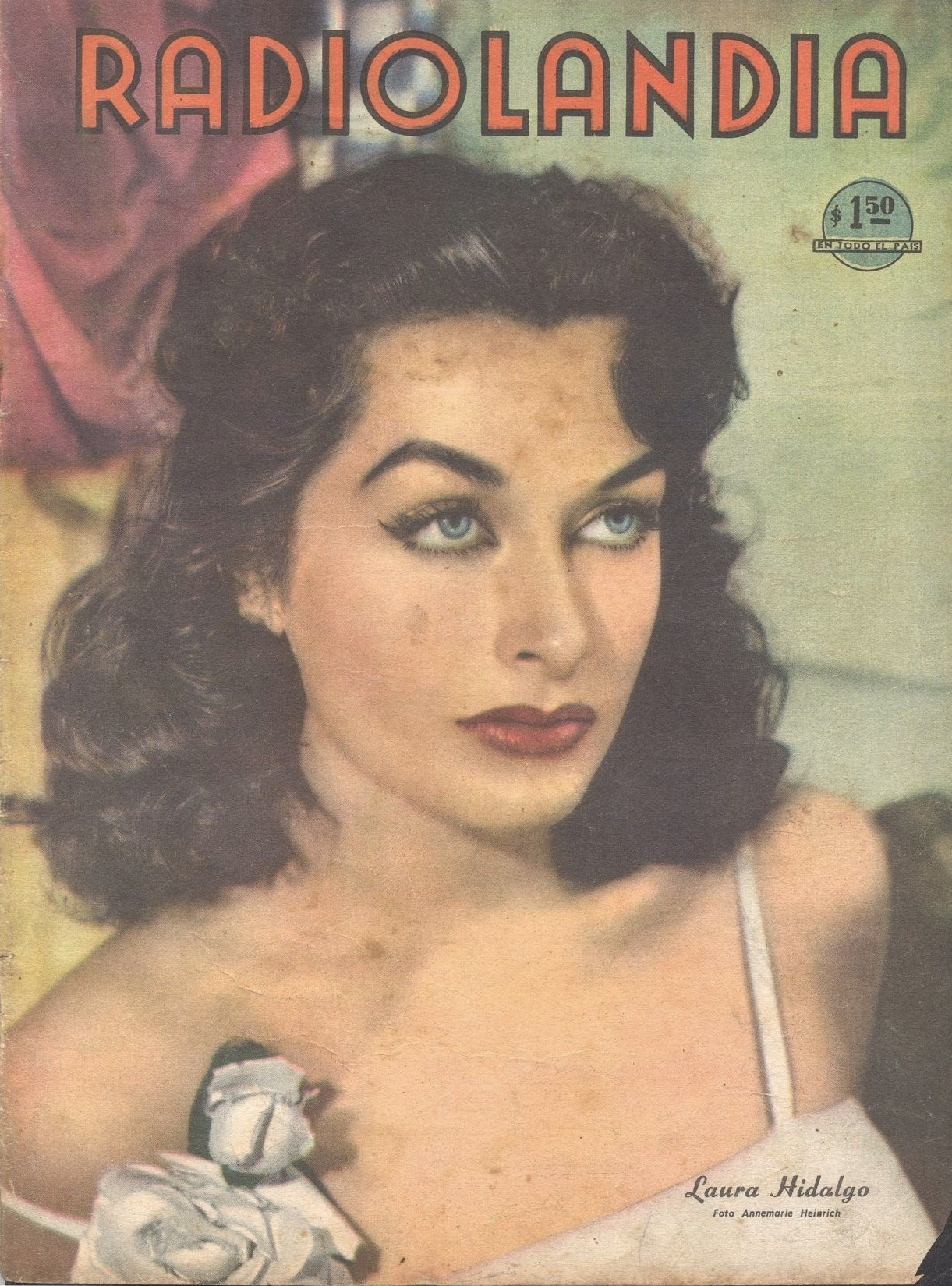
Hidalgo fotografiada por Annemarie Heinrich para la revista Radiolandia (1952)

A Carlos Hugo Christensen le fue confiada la siguiente película -filmada parcialmente en Perú- en la que actuó Hidalgo acompañada por Roberto Escalada, el melodrama Armiño negro que fue un éxito de boletería. Con el mismo director y exteriores filmados en San Salvador de Bahía encabezó el elenco de María Magdalena en el papel de una pecadora sin escrúpulos en lo que resultó una película rendidora en términos económicos. En 1954 fue a filmar al sur de Argentina con Luis César Amadori en lujosas residencias de Bariloche y Llao Llao una novela de Michael Valbeck adaptada por Amadori encarnando una sexuada psicópata asesina compartiendo el filme con actores de la talla de Guillermo Battaglia, Susana Campos, Eduardo Cuitiño y Alberto de Mendoza. Su interpretación no fue eficaz pero la película fue otro éxito de taquilla.
Por esta época fue la única oportunidad en que actuó en Radiocine Lux un programa transmitido por Radio El Mundo los sábados a las 20:30 hasta la medianoche con la adaptación de una película, haciendo junto a Roberto Escalada la versión de Indiscreción de una esposa. En 1955 Argentina Sono Film propuso a Carlos Schlieper que dirigiera Más allá del olvido que protagonizaría Laura Hidalgo pero no aceptó por lo que contrataron a Hugo del Carril, quien con Eduardo Borrás hizo la adaptación de la obra Brujas, la muerta de Georges Rodenbach en que se basa el filme. En la obra teatral hay solo tres personajes: el viudo, Mónica la prostituta a la que asesina y el ama de llaves, los adaptadores desdoblaron el personaje femenino agregando el de Blanca, la primera mujer, y el del explotador de Mónica.
La inestabilidad política en que vivía Argentina al comenzar la filmación culminaría en el golpe de Estado de septiembre de 1955 que llevó a una detención de Hugo del Carril, figura vista como muy ligada al gobierno peronista depuesto, lo que interrumpió el rodaje hasta su liberación. Laura Hidalgo enriqueció con su actuación el personaje de Blanca con la ayuda de una estricta marcación del director que la actriz siguió al pie de la letra y el director logró lo que Posadas califica como "melodrama ejemplar".
A continuación Hidalgo, que ya estaba de novia con un potentado mexicano con el que después se casaría, rodó con la dirección de Carlos Schlieper, quien ya estaba muy enfermo y murió el 11 de abril de 1957 antes del estreno del filme, la comedia Las campanas de Teresa de la que Posadas dice fue "un producto mediocre, sin ritmo y la labor de Hidalgo es discreta". Ya en México rodó en unos pocos días su parte en La mafia del crimen de Julio Bracho, su última película.
El 1.º de diciembre de 1957 se casó con el arquitecto Manuel Rosen en México, donde se radicó y nacieron sus tres hijos. Escribió el libro de poemas La casa a cuestas, editado en México. En 1987 el Museo del Cine de Buenos Aires le entregó la Cámara Pathé como reconocimiento a su labor cinematográfica. Posteriormente se estableció en La Jolla, California, Estados Unidos, donde sufrió poco antes de su fallecimiento ocurrido el 18 de noviembre de 2005 un derrame cerebral, que la había dejado postrada.

## Valoración
De ella dijo la periodista Susana Freire:

"Cabello negro, recogido, tirante y con un rodete en la nuca. Un sombrero de ala ancha cubría la totalidad de su rostro hasta que lentamente levantaba su cabeza y sus ojos verdes se encendían en una mirada de lujuria y ambición. Esta era la imagen que Laura Hidalgo transmitía desde la pantalla en blanco y negro, en la década del 50, cuando le tocó interpretar papeles que escapaban de ciertas pautas morales. Era una antiheroína que disfrutaba engañando a los hombres, imponiendo su voluntad por encima de todos, caprichosa y voluptuosa ante el deseo que despertaba en los hombres. Sí, por todo eso puede asegurarse que fue la gran mujer fatal del cine argentino".

 También tuvo personajes que escaparon de estas características y entre ellos se destacan los dos que gran ductilidad compuso en Más allá del olvido, de Hugo del Carril y el de Las campanas de Teresa, de Carlos Schlieper, que le permitió mostrarse además como una gran comediante.
El crítico Abel Posadas después de contar que Mario Vanarelli dijo años más tarde que Laura Hidalgo "tenía los atributos de un símbolo sexy, aunque había que fotografiarla con mucho cuidado, en especial si usaba una malla porque sus caderas eran muy anchas" agregó que "su imagen, a la hora del balance, se impone para instalarse dentro del discurso cinematográfico argentino de los años 50 gracias a Más allá del olvido y Armiño negro. Fue la última en conseguir un texto-estrella según lo entendía el cine de las fábricas. Isabel Sarli llegó justo en el momento en que Hidalgo desaparecía. No es en absoluto curioso que el personaje creado por Alejandro Dolina para sus audiciones radiales aún la mencione. Es uno de los mejores recuerdos que tenemos del final de nuestra infancia."

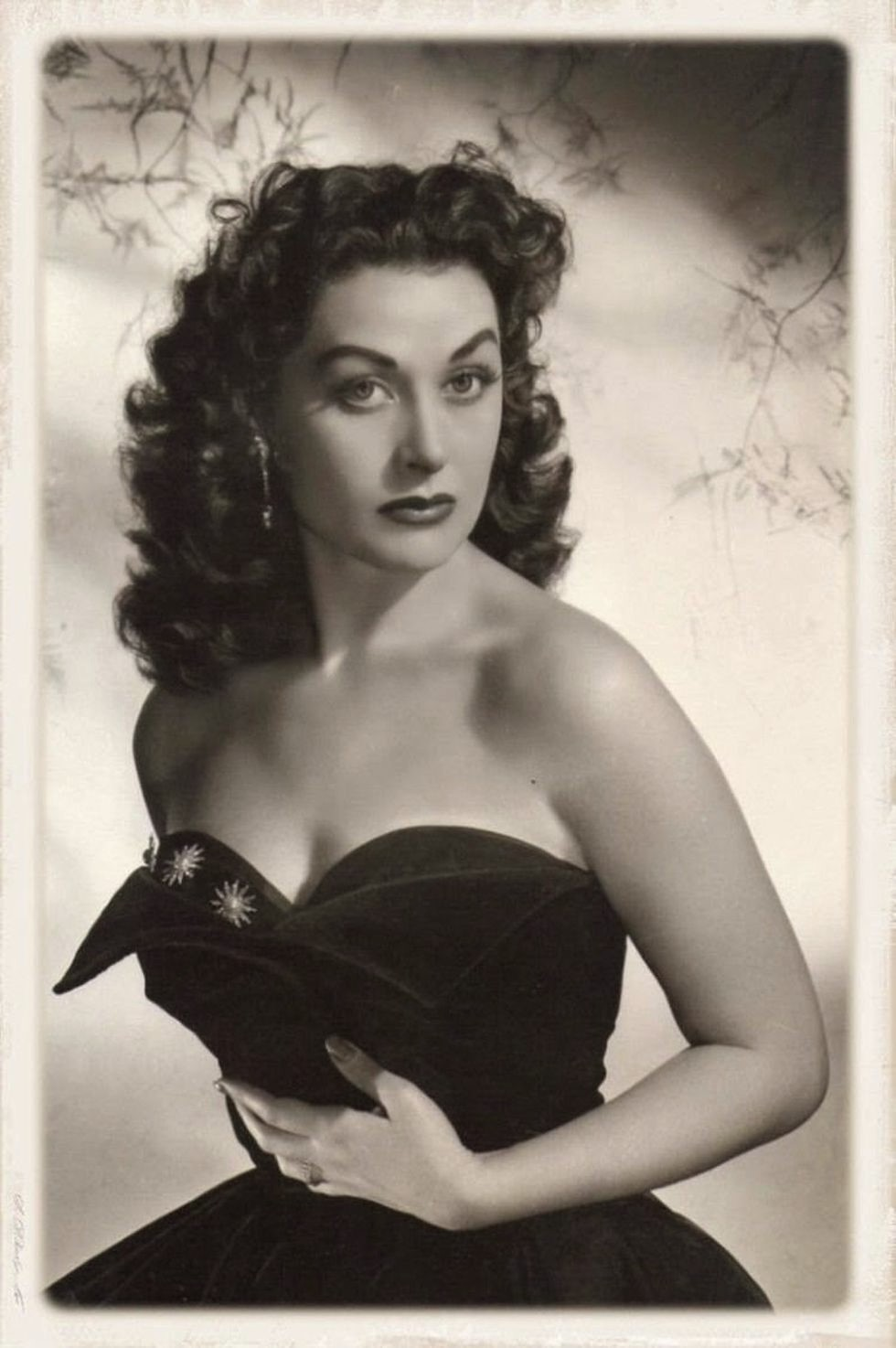
Hidalgo fotografiada por Annemarie Heinrich (1950).

Para Claudio España, Ana María Lynch y Laura Hidalgo fueron construidas como imágenes para hacerles mal a los hombres. Sin embargo, no quedaban mal como mujeres para la mentalidad del momento porque había arrepentimiento final: las malas se arrodillaban o entraban en un sillón de ruedas a la iglesia o vivían alguna situación de redención que apaciguaba al espectador, sobre todo a la espectadora que se había deslumbrado con mujeres tan bellas y terribles. En consecuencia, no había peligro de que las señoras trataran de imitarlas, de que cazaran un látigo para pegarle a un cura, ni tampoco de que se mostraran demasiado sensuales con sus hijos como Laura Hidalgo en ese gran melodrama que es Armiño negro. Que una estrella se hacía, si reunía ciertas condiciones básicas, lo demuestra el hecho de que Laura Hidalgo –en los papeles Pesea Faerman, nacida en Rumania– no llegaba al metro sesenta y era muy menudita, pero se volvía imponente en la pantalla y en las fotos gracias al vestuario y las luces, a la larga melena flameante. “Aunque ella ya existía antes de Sono Film y de protagonizar El túnel y la orquídea, se decía que la había inventado Atilio Mentasti para disponer de una morocha que enfrentara a Zully Moreno, que no solamente era rubia sino que se había puesto muy cara.

## Filmografía
- La mafia del crimen (1958) dir. Julio Bracho (México)
- Las campanas de Teresa (1957) dir. Carlos Schlieper
- Más allá del olvido (1955) dir. Hugo del Carril
- El tren expreso (1955) dir. León Klimovsky (España)
- Caídos en el infierno (1954) Luis César Amadori
- María Magdalena (1954) dir. Carlos Hugo Christensen
- Las tres perfectas casadas (1953) dir. Roberto Gavaldón (México)
- Armiño negro (1953) dir. Carlos Hugo Christensen
- La bestia debe morir (1952) dir. Román Viñoly Barreto
- El túnel (1952) dir. León Klimovsky
- La orquídea (1951) dir Ernesto Arancibia
- Derecho viejo (1951) dir. Manuel Romero
- Juan Mondiola (1950) dir. Manuel Romero
- El morocho del Abasto (La vida de Carlos Gardel) (1950) dir. Julio Rossi
- Cinco grandes y una chica (1950) dir. Augusto César Vatteone
- Su última pelea (1949) dir. Jerry Gómez

Como productora:
- La bestia debe morir (1952)

## Libros publicados
- La casa a cuestas [libro de poemas] (1987).